# 爪耳木
爪耳木（学名：Lepisanthes unilocularis）是中国海南特有的一种植物。该物种自1935年于乐东县佛罗镇被首次发现以来有近半个世纪未被见到，被怀疑已经绝灭。但在2014年，爪耳木于佛罗镇龙沐湾地区被重新发现。

## 扩展阅读
維基物種上的相關：爪耳木